# 1862 (numero)
Milleottocentosessantadue (1862) è il numero naturale dopo il 1861 e prima del 1863.

## Proprietà matematiche
- È un numero pari.
- È un numero composto da 12 divisori: 1, 2, 7, 14, 19, 38, 49, 98, 133, 266, 931, 1862. Poiché la somma dei suoi divisori (escluso il numero stesso) è 1558 < 1862, è un numero difettivo.
- È un numero congruente.
- È un numero malvagio.
- È parte delle terne pitagoriche (1862, 2040, 2762), (1862, 2184, 2870), (1862, 6384, 6650), (1862, 17640, 17738), (1862, 45600, 45638), (1862, 123816, 123830), (1862, 866760, 866762).

## Astronomia
- 1862 Apollo è un asteroide di tipo Q del sistema solare.
- NGC 1862 è un ammasso aperto nella costellazione del Dorado.

## Astronautica
- Cosmos 1862 è un satellite artificiale russo.